# Endlosknoten
Als Endlosknoten bezeichnet man eine meist stilisierte Darstellung eines Knotens aus einer Endlosschlinge ohne Anfang und Ende. Diese mystisch oder mythologischen Symbole tauchen in verschiedenen Kulturkreisen auf, u. a. bei den Angelsachsen, im mittelalterlichen Irland  (siehe auch Knotenmuster) und bei den Tibetern als eines der Glückssymbole des Ashtamangala („Buddhaknoten“ oder sanskr. „Shrivatsa“).

Buddhistischer Endlosknoten
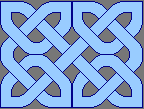
Keltenknoten
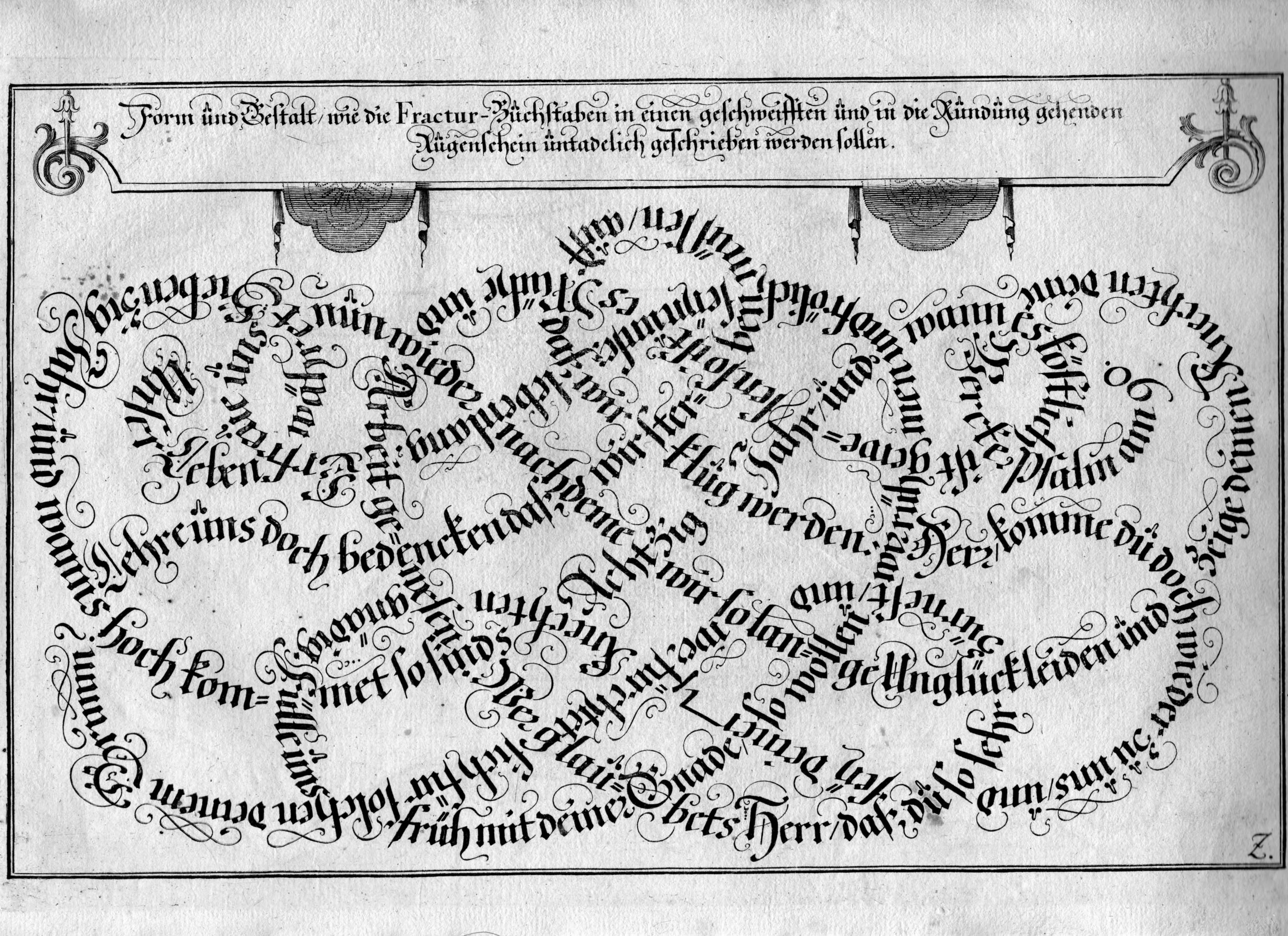
Kalligrafietext des Psalm 90/10
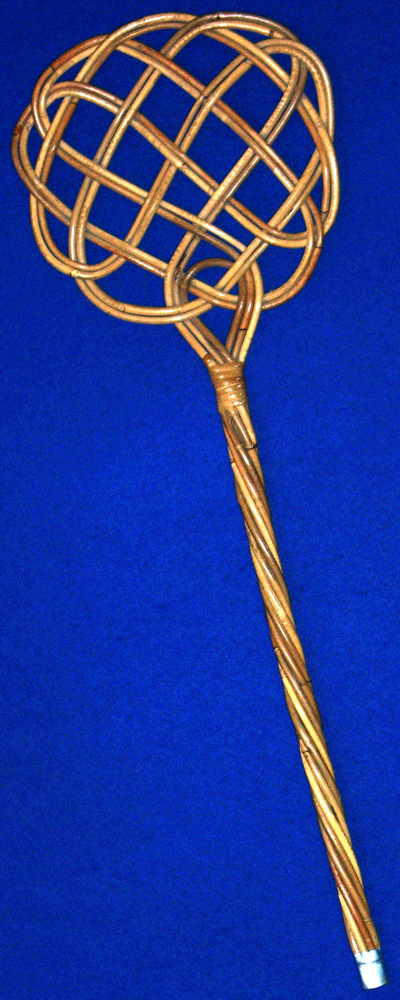
Teppichklopfer mit „endlosem“ Geflechtsknoten